# Шаламов, Тихон Николаевич
Тихон Николаевич Шаламов (5 августа 1868 — 3 марта 1933, Вологда) — священник Русской православной церкви, деятель обновленчества, публицист. Отец писателя Варлама Шаламова.

## Биография
Родился в 5 августа 1868 в селе Вотча Усть-Сысольского уезда. Его отец священник Вотчинского прихода Николай Иоаннович Шаламов (1827—1910), мать — Татьяна Андреевна Мусникова, дочь пономаря из г. Великого Устюга.
После окончания в 1890 году Вологодской духовной семинарии был учителем церковно-приходской школы.
Отправлен на Аляску по представлению епископа Аляскинского и Алеутского Николая (Зиорова), ранее служившего инспектором Вологодской духовной семинарии. С 1893 по 1904 — православный миссионер на Алеутских островах. По прибытии в Америку был рукоположен в сан священника и назначен на место при Воскресенской церкви на Кадьякском острове от Русской Православной Церкви, в Североамериканской епархии. Автор ряда статей в «Американском православном вестнике». В 1902 году открыл на Аляске «Общество трезвости имени Святителя Тихона и Марии Египетской» и стал его председателем. Состоял смотрителем и законоучителем Свято-Иоасафовского и Свято-Германовского детских приютов, был руководителем Свято-Иннокентьевского братства взаимопомощи. В 1904 году награждён наперсным золотым крестом «за крепкостоятельное служение на пользу православия среди инославия» и орденом Св. Анны 3 степени.
В 1904 году возвращается в Вологду, служит священником в церкви Александра Невского рядом с Софийским собором (по другим данным в Вознесенской церкви). Был законоучителем Колесниковского приходского училища, 2-й женской гимназии. В 1906 переведён на должность штатного священника в кафедральном Софийском соборе. Варлам Шаламов вспоминает в «Четвёртая Вологда»:
«Для церковных властей это было хорошим решением — молодой священник из заграничной службы, владеющий английским в совершенстве, французским и немецким со словарем, лектор, миссионер и насквозь общественный организатор…»
Правда, местных обывателей поведение отца Тихона повергло в шок. Новый батюшка главного в городе храма любил одеться по последней моде, был заядлым охотником и рыбаком. Мастерски изготовлял рыбачьи лодки, причем делал это прямо во дворе своего дома. Посмотреть на «попа с рубанком» собирались целые толпы зевак.
Но главное — активное участие в общественной жизни города: Тихон Шаламов был смотрителем и учителем в детских приютах, председателем общества трезвости. Когда по России прокатилась волна еврейских погромов, а 14 июля 1906 был убит М. Я. Герценштейн, отец Тихон выступил в соборе с речью в его защиту и отслужил по нему панихиду. Этим он навлёк на себя гнев вологодского церковного начальства, но взглядов не изменил. Общался с адвокатом А. М. Виноградовым.
После революции вступил в «Живую церковь», принимал активное участие в деятельности обновленчества.
В 1918 году для семьи Шаламовых наступает трудное время. После революции найти работу для священника стало практически невозможным, Шаламовы терпели материальные трудности. В 1917—1918 служил в церкви фабрики «Сокол». В 1920 году Тихон Николаевич ослеп и уже не мог вести церковные службы, но зато активно посещал публичные диспуты партийцев-атеистов и священников. На все диспуты Варлам Шаламов водил отца как поводырь.
В 1920-е годы советские власти разрешали такие словесные сражения в целях просвещения. Благодаря этому ещё было возможным существование Пастырской Богословской школы, где, как свидетельствует найденная фотография, и преподавал священник Шаламов. Одно время работал в книжном магазине. Умер отец Тихон 3 марта 1933 года, предположительно от воспаления лёгких. Похоронен в Вологде на Введенском кладбище (могила не сохранилась). Кенотаф установлен в 2010-х годах.

## Семья
- Брат — Прокопий (1876—май 1931) — священник в Вотчинском приходе Усть-Сысольского уезда. Расстрелян по обвинению в сопротивлении коллективизации, виновным себя не признал[8].
- Сестры — две замужем за священниками, одна учительница в с. Вотча.
- Жена — Надежда Александровна (урождённая Воробьёва) (1869—1934) — преподавала последние годы на Кадьяке, за что отмечена архиерейской грамотой «за безвозмездные учительские труды в местной школе»[9].
  - Сын — Валерий (1893[10]—?), офицер царской армии, в РККА служить отказался, после чего, по мнению биографов его брата Варлама, был завербован как осведомитель ОГПУ[11].
  - Дочь — Галина (1895[12]—1987) проживала в Сухуми.
  - Сын — Сергей (1898—1920)[13] погиб на гражданской войне, сражаясь на стороне красных.
  - Дочь — Наталия (1899[12]—?), в 30-е годы — фельдшер в Нижнем Новгороде.
  - Сын — Варлам (18 июня 1907 — 17 января 1982), писатель и поэт.

## Публикации
- Краткое церковно-историческое описание Кадьякского прихода.
- Грозная опасность : [Алкоголизм]. — Вологда : Вологод. пастыр. союз борьбы с пьянством, 1911. — 24 с.
- Речь о. Тихона Шаламова на панихиде по М. Герценштейну
- Голос новой церкви. (К открытию нового Епархиального Управления) // Церковная заря. 1922. — № 1 от 15 сентября 1922 года. — С. 4-9.